# Phaeanthus
Phaeanthus es un género de plantas fanerógamas con 28 especies perteneciente a la familia de las anonáceas. Son nativas del sudeste de Asia.

## Taxonomía
El género fue descrito por Hook.f. & Thomson y publicado en Flora Indica: being a systematic account of the plants . . 146. 1855. La especie tipo es: Phaeanthus nutans Hook. f. & Thomson. 

## Especies
- Phaeanthus acuminatus
- Phaeanthus andamancnsis
- Phaeanthus cambodicus
- Phaeanthus crassipetalus
- Phaeanthus cumingii
- Phaeanthus dioicus
- Phaeanthus ebracteolatus
- Phaeanthus glabrescens
- Phaeanthus heteropetalus
- Phaeanthus impressinervius
- Phaeanthus lanceolatus
- Phaeanthus lucidus
- Phaeanthus macropodus
- Phaeanthus malabaricus
- Phaeanthus moulmeinensis
- Phaeanthus nigrescens
- Phaeanthus nitidus
- Phaeanthus nutans
- Phaeanthus ophthalmicus
- Phaeanthus pilosus
- Phaeanthus pubescens
- Phaeanthus saccopetaloides
- Phaeanthus schefferi
- Phaeanthus splendens
- Phaeanthus sumatrana
- Phaeanthus tephrocarpus
- Phaeanthus villosus
- Phaeanthus yunnanensis